# Премия Кэтлин Ферриер
Премия Кэтлин Ферриер (англ. Kathleen Ferrier Award) — конкурс молодых оперных исполнителей, проходящий в Лондоне в апреле каждого года начиная с 1956 г. в память певицы Кэтлин Ферриер.
К участию в конкурсе допускаются исполнители не старше 29 лет, на протяжении не менее чем года обучавшиеся вокалу в высших музыкальных учебных заведениях Великобритании или у известных британских вокальных педагогов. Первоначально величина награды в конкурсе составляла примерную годовую стоимость обучения вокалу в Великобритании; в настоящее время первый приз составляет 10000 фунтов стерлингов. Расходы по проведению конкурса несёт специальный мемориальный фонд, у истоков которого стояли выдающиеся музыканты, сотрудничавшие с Ферриер, — Джон Барбиролли, Малкольм Сарджент, Джеральд Мур, Рой Хендерсон и др.
С 2001 г. присуждается также награда лучшему пианисту-аккомпаниатору — тоже не достигшему 30-летнего возраста.